# Chacenay
Chacenay est une commune française, située dans le département de l'Aube en région Grand Est.

## Géographie
|                    | Bertignolles | Éguilly-sous-Bois |
| Viviers-sur-Artaut | Chacenay     | Noé-les-Mallets   |
| Loches-sur-Ource   | Essoyes      |                   |

Au territoire se trouvait : la Côte-Jean-de-Gand, les Essarts, Hautes mais aussi Basses-Ferailles, la Maladière, la Moulin à vent, Sainte-Parise, Valvinbourg, Volanflot au cadastre de 1810.

### Topographie
Issu  de Cassanos, gaulois signifiant chêne. On pouvait trouver la forme Chassenai en 1201, Chascenai.

### Hydrographie
La commune est dans la région hydrographique « la Seine de sa source au confluent de l'Oise (exclu) » au sein du bassin Seine-Normandie. Elle est drainée par le Paquis,.

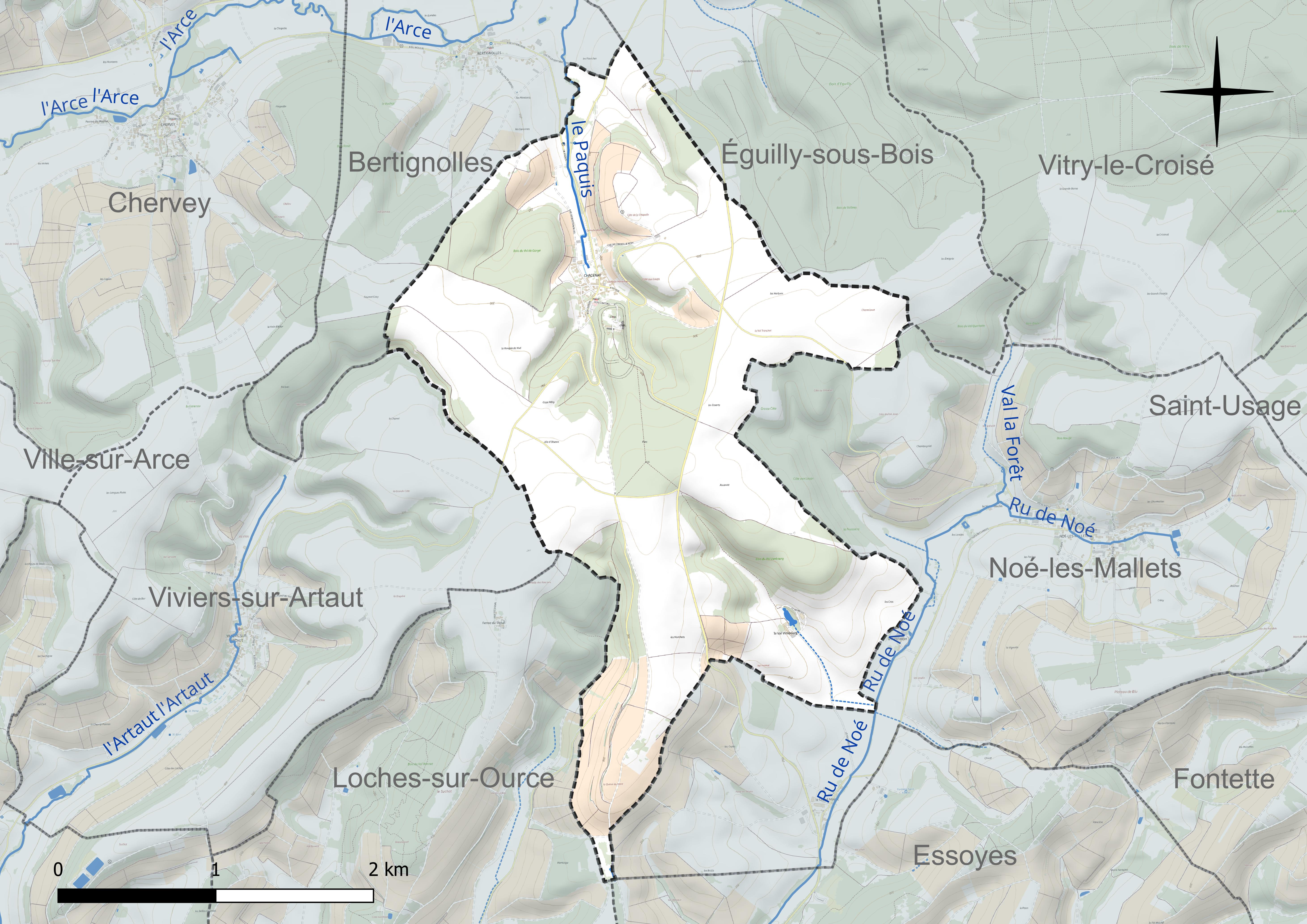
Réseau hydrographique de Chacenay.

### Climat
Pour des articles plus généraux, voir Climat du Grand Est et Climat de l'Aube.
En 2010, le climat de la commune est de type climat océanique dégradé des plaines du Centre et du Nord, selon une étude du Centre national de la recherche scientifique s'appuyant sur une série de données couvrant la période 1971-2000. En 2020, Météo-France publie une typologie des climats de la France métropolitaine dans laquelle la commune est exposée à un climat océanique altéré et est dans la région climatique Lorraine, plateau de Langres, Morvan, caractérisée par un hiver rude (1,5 °C), des vents modérés et des brouillards fréquents en automne et hiver.
Pour la période 1971-2000, la température annuelle moyenne est de 10,2 °C, avec une amplitude thermique annuelle de 16,1 °C. Le cumul annuel moyen de précipitations est de 869 mm, avec 12,4 jours de précipitations en janvier et 9 jours en juillet. Pour la période 1991-2020, la température moyenne annuelle observée sur la station météorologique de Météo-France la plus proche, « Celles-sur-ource », sur la commune de Celles-sur-Ource à 10 km à vol d'oiseau, est de 11,4 °C et le cumul annuel moyen de précipitations est de 747,2 mm. 
La température maximale relevée sur cette station est de 40,6 °C, atteinte le 25 juillet 2019 ; la température minimale est de −15 °C, atteinte le 1er mars 2005,,.
Les paramètres climatiques de la commune ont été estimés pour le milieu du siècle (2041-2070) selon différents scénarios d'émission de gaz à effet de serre à partir des nouvelles projections climatiques de référence DRIAS-2020. Ils sont consultables sur un site dédié publié par Météo-France en novembre 2022.

## Urbanisme

### Typologie
Au 1er janvier 2024, Chacenay est catégorisée commune rurale à habitat très dispersé, selon la nouvelle grille communale de densité à 7 niveaux définie par l'Insee en 2022.
Elle est située hors unité urbaine et hors attraction des villes,.

### Occupation des sols
L'occupation des sols de la commune, telle qu'elle ressort de la base de données européenne d’occupation biophysique des sols Corine Land Cover (CLC), est marquée par l'importance des territoires agricoles (69,2 % en 2018), en diminution par rapport à 1990 (70,4 %). La répartition détaillée en 2018 est la suivante : 
terres arables (54,8 %), forêts (30,8 %), cultures permanentes (12,2 %), zones agricoles hétérogènes (1,6 %), prairies (0,6 %). L'évolution de l’occupation des sols de la commune et de ses infrastructures peut être observée sur les différentes représentations cartographiques du territoire : la carte de Cassini (XVIIIe siècle), la carte d'état-major (1820-1866) et les cartes ou photos aériennes de l'IGN pour la période actuelle (1950 à aujourd'hui).

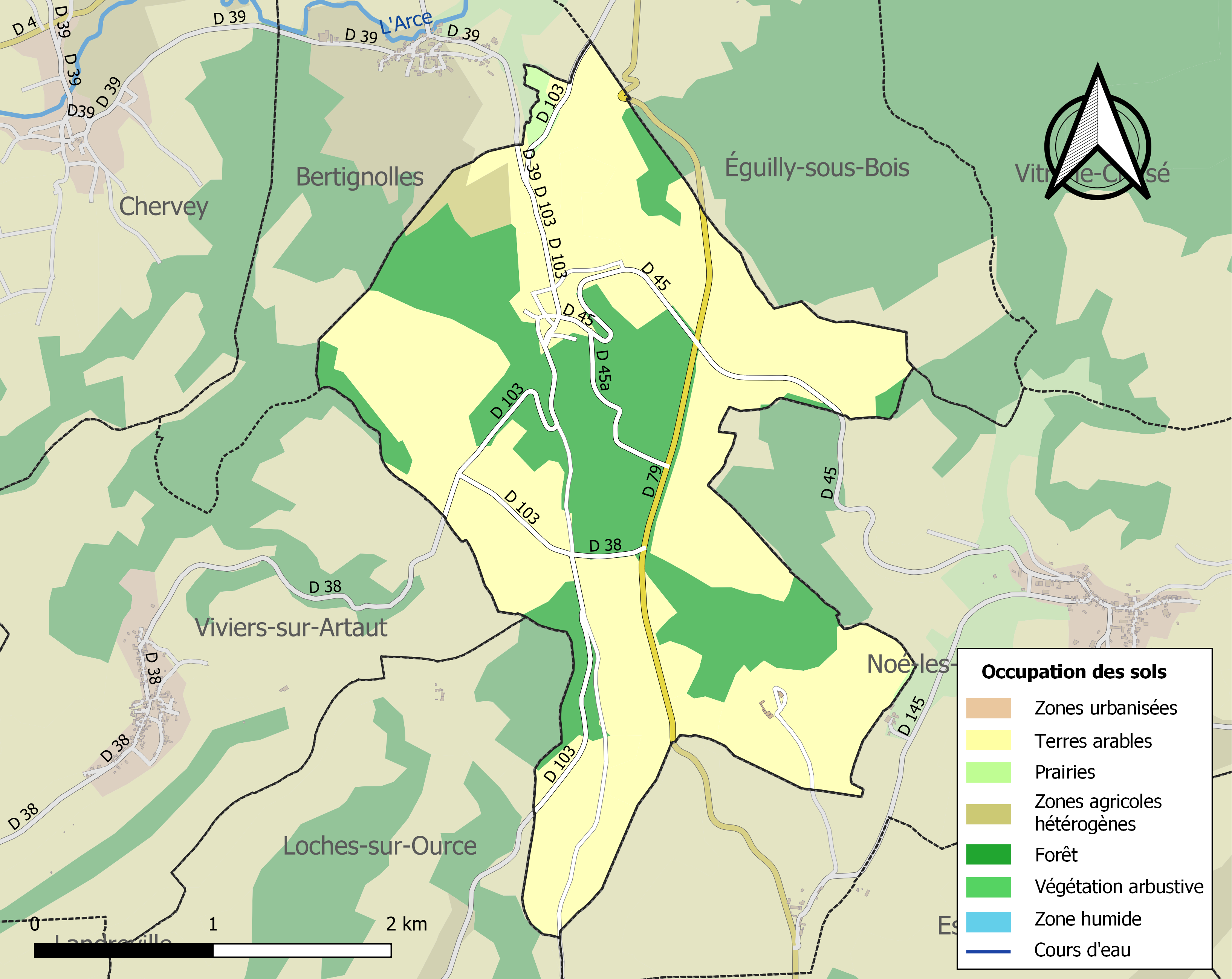
Carte des infrastructures et de l'occupation des sols de la commune en 2018 (CLC).

## Histoire
Au Moyen Âge, le château de Chacenay est le siège de la puissante famille champenoise des seigneur de Chacenay.
En 1255, Alix de Chacenay et son époux Guigues V de Forez affranchissent le bourg de Chacenay.
En 1789, le village dépendait de l'intendance et de la généralité de Châlons-sur-Marne, d'une châtellenie de Troyes et de l'élection de Bar-sur-Aube.
- 1988, rachat du château de Chacenay[Par qui ?].
- 10-11 août 1997, Chacenay accueille la route touristique du Champagne, après une longue mobilisation des habitants pour offrir aux visiteurs un village fleuri et aux couleurs de la fête !
- mai 2004, conférence à Chacenay pour l'Internet haut débit de France Télécom à la mairie. France Télécom invite les habitants des villages concernés à venir découvrir le haut débit. Le 2 mégas est alors disponible. Le 16 août 2005, France Télécom modifie ses DSLAM, installant un débit de 8 mégas.

## Politique et administration
| Période                                  | Période  | Identité            | Étiquette | Qualité                    |
| ---------------------------------------- | -------- | ------------------- | --------- | -------------------------- |
| mars 2001                                | 2014     | Serge Toulouse      |           |                            |
| 2014                                     | En cours | Jean-Pierre Perreau | DVG       | Retraité Fonction publique |
| Les données manquantes sont à compléter. |          |                     |           |                            |

## Démographie
L'évolution du nombre d'habitants est connue à travers les recensements de la population effectués dans la commune depuis 1793. Pour les communes de moins de 10 000 habitants, une enquête de recensement portant sur toute la population est réalisée tous les cinq ans, les populations de référence des années intermédiaires étant quant à elles estimées par interpolation ou extrapolation. Pour la commune, le premier recensement exhaustif entrant dans le cadre du nouveau dispositif a été réalisé en 2008.

En 2022, la commune comptait 52 habitants, en évolution de +10,64 % par rapport à 2016 (Aube : +0,7 %, France hors Mayotte : +2,11 %).
| 1793 | 1800 | 1806 | 1821 | 1831 | 1836 | 1841 | 1846 | 1851 |
| ---- | ---- | ---- | ---- | ---- | ---- | ---- | ---- | ---- |
| 250  | 158  | 299  | 270  | 314  | 271  | 289  | 271  | 262  |

| 1856 | 1861 | 1866 | 1872 | 1876 | 1881 | 1886 | 1891 | 1896 |
| ---- | ---- | ---- | ---- | ---- | ---- | ---- | ---- | ---- |
| 252  | 250  | 237  | 219  | 207  | 211  | 193  | 182  | 179  |

| 1901 | 1906 | 1911 | 1921 | 1926 | 1931 | 1936 | 1946 | 1954 |
| ---- | ---- | ---- | ---- | ---- | ---- | ---- | ---- | ---- |
| 184  | 161  | 133  | 98   | 86   | 93   | 95   | 73   | 81   |

| 1962 | 1968 | 1975 | 1982 | 1990 | 1999 | 2006 | 2008 | 2013 |
| ---- | ---- | ---- | ---- | ---- | ---- | ---- | ---- | ---- |
| 91   | 72   | 74   | 78   | 68   | 60   | 62   | 62   | 48   |

| 2018 | 2022 | - | - | - | - | - | - | - |
| ---- | ---- | - | - | - | - | - | - | - |
| 50   | 52   | - | - | - | - | - | - | - |

## Lieux et monuments
- Château de Chacenay :

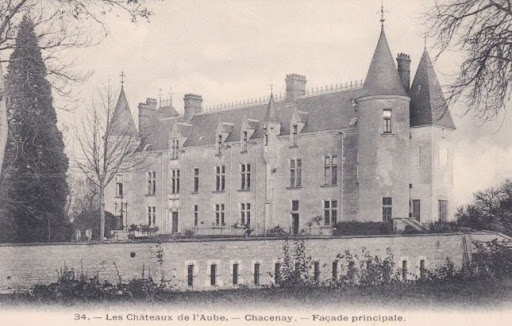
Carte postale du château vers 1910.

Ce lieu est attesté dès 1075, et de par son histoire, il fut le fief de nombreuses grandes familles au fil du temps.
Situé au cœur de la forêt, dans les hauteurs du village, il fut au Moyen Âge une forteresse imprenable de par ses remparts, son donjon (aujourd'hui détruit), ses fossés, son pont-levis et ses tours Sainte-Parise.
Endommagé à la suite des ordres de Louis XI, il fut peu à peu reconstruit pour être par la suite incendié lors de la Révolution française.
- La chapelle Notre-Dame, située à la chapelle-notre-Dame, connue dès 1295 qui fut érigée en chapitre entre 1286 et 1308 puis vers 1375.
- La chapelle Saint-Nicolas qui était aussi la chapelle astrale et fut assez longtemps un écart de celle de Bertignolles. Elle date du XIIe dont il ne reste qu'une travée de la nef et l'abside ; elle fut rebâtie en y ajoutant un portique et une nef qui ne resta en place que jusqu'à 1855.
- L'église nouvelle Saint-Nicolas de Chacenay qui fut consacrée le 2 septembre 1855 sur des plans de M. Bastier.

En 1988, les lieux sont achetés par Panos et Lina Pervanas, qui se chargent de restituer le charme des bâtiments.